# Черепишський монастир (Болгарія)
Черепишський монастир Успіння Богородиці (болг. Черепишки манастир „Успение Богородично“) — чоловічий монастир Врачанської єпархії Православної церкви Болгарії. Один з найвідоміших монастирів в Болгарії. Монастир знаходиться біля підніжжя величних скель з безліччю висічених в них печер.

## Історія
Заснований в роки правління царя Івана Шишмана (1371–1395). Існує легенда, згідно з якою сама назва святого місця походить від безлічі кісток загиблих під проводом царя Іван Шишмана в битві з турками в кінці XIV століття.
В кінці XVI століття болгарський ізограф, книжник і будівельник храмів Пімен Зографський відновив монастир, перетворивши його в центр книжності і духовної діяльності. У стінах обителі в 1612 році було зроблено прославлене Черепишське Чотириєвангеліє в срібному окладі. Активна діяльність по створенню церковної книжності тривала і в XVIII столітті.
Протягом століть турецького панування, монастир кілька разів був спалений, але всякий раз знову відбудовувався.
У 1784 році в скелях над монастирем була побудована кістниця в два поверхи, чия каплиця присвячена Святому Іоанну Хрестителю.
Звірства кірджалій (турецьких розбійників) з потурання влади після закінчення російсько-турецької війни 1787—1791 змусили ченців в кінці XVIII століття тимчасово покинути монастир, але в 1802 він знову повернувся до життя.
З 1950 по 1990 рік в Черепишському монастирі розташовувалася Софійська духовна семінарія.
Черепишський монастир був оголошений пам'ятником культури національного значення.

## Галерея

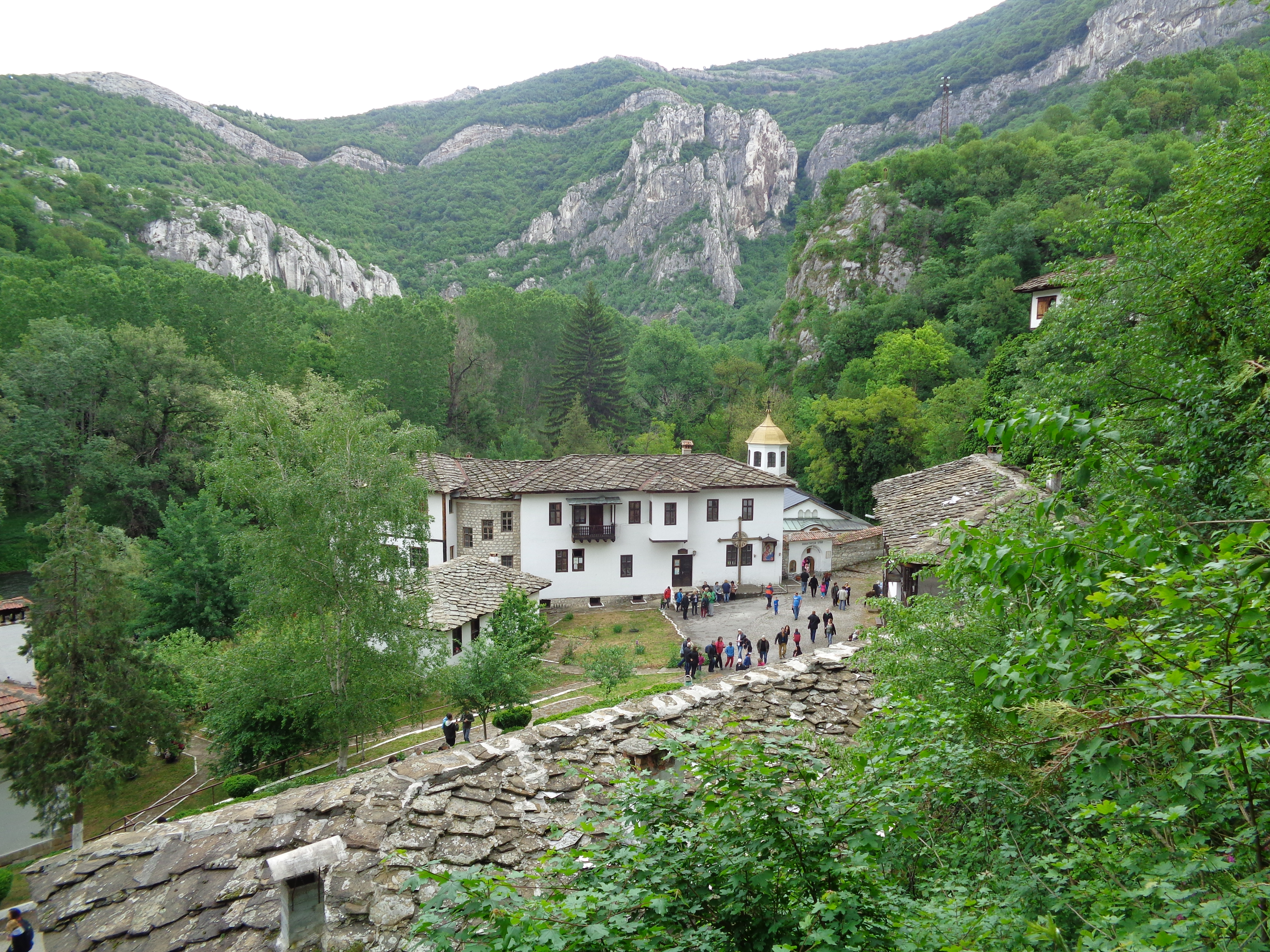
Монастир
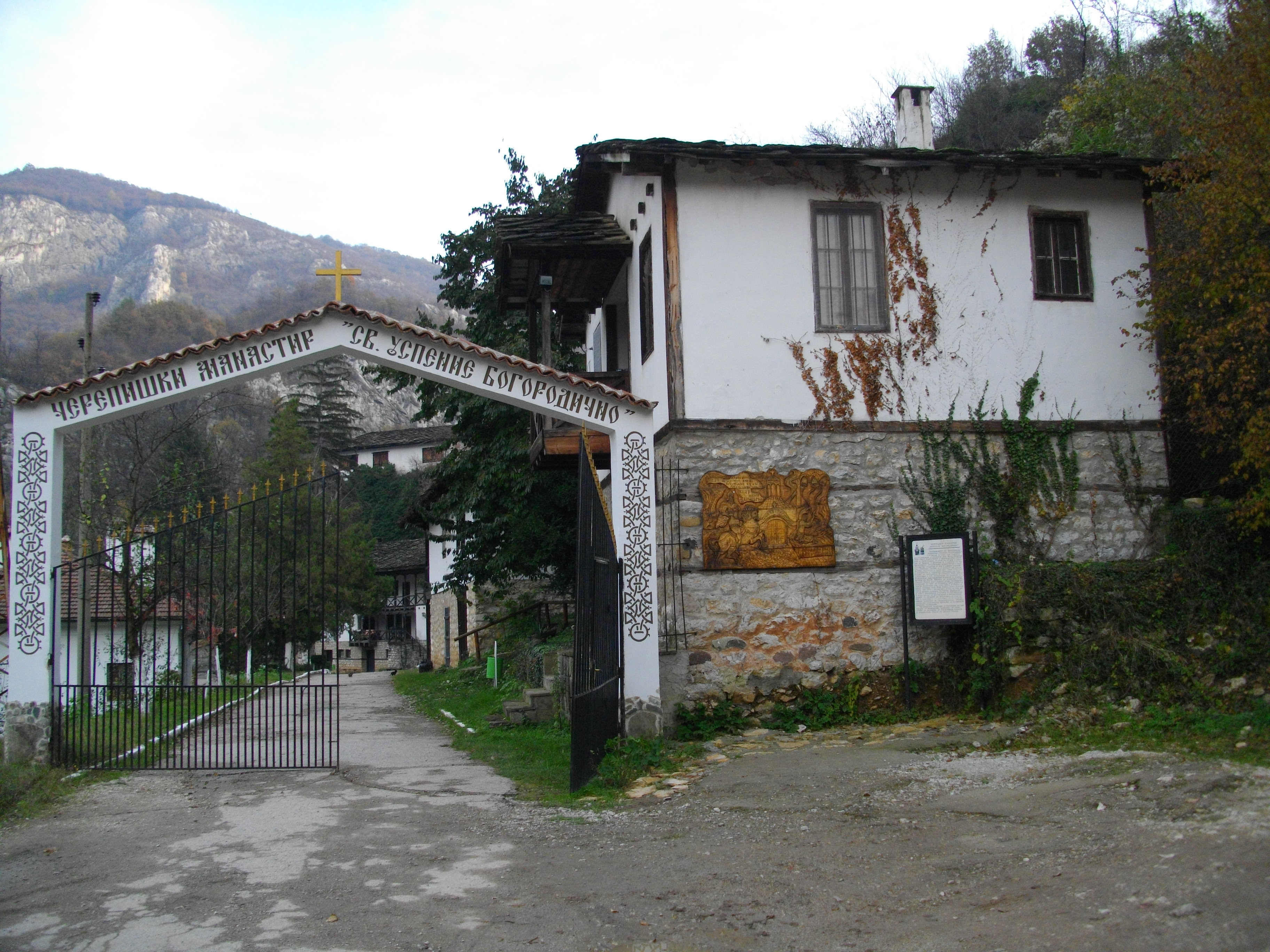
Вхід в Черепишський монастир
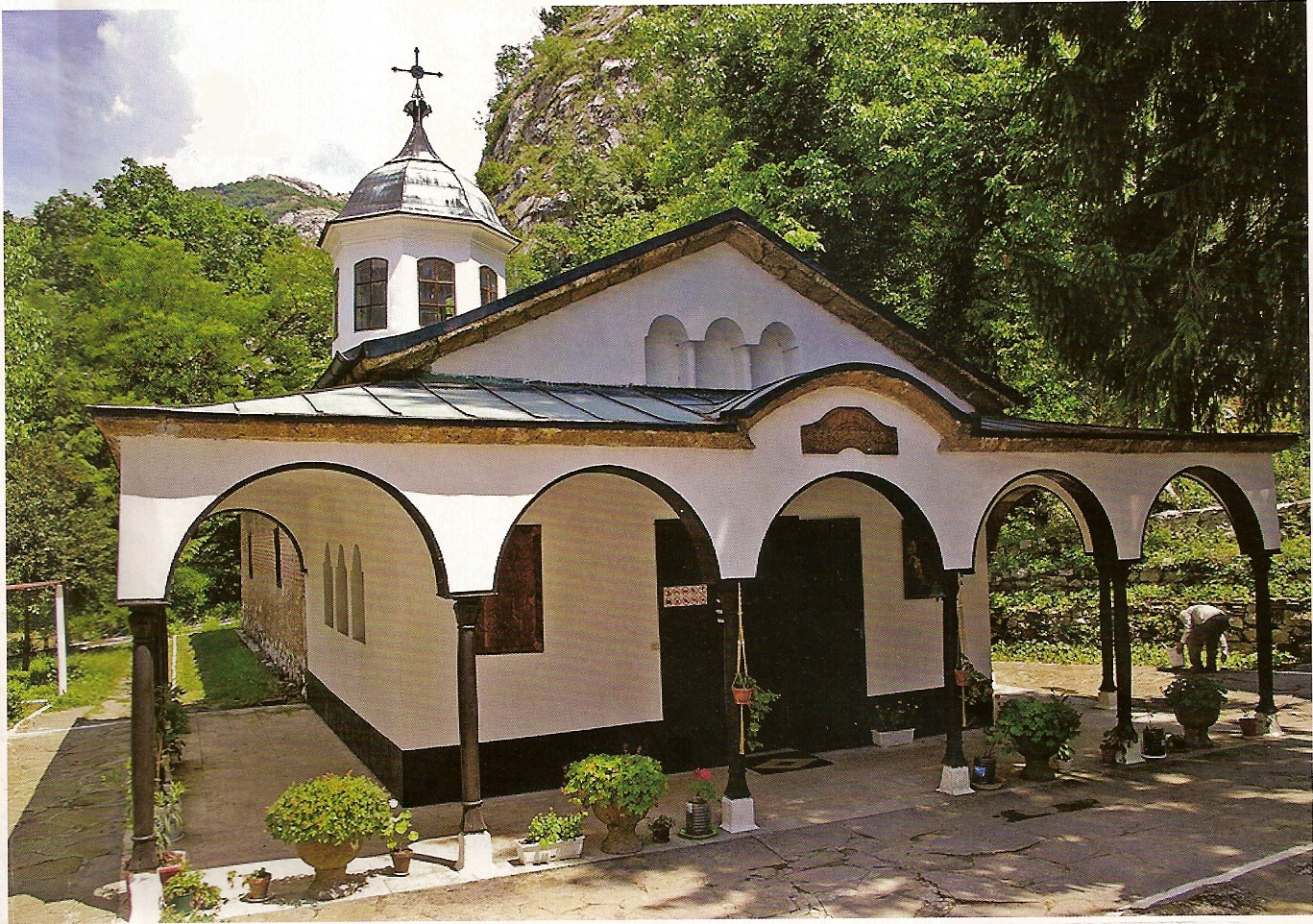
Церква